# Jacques Huber
Jacques Huber, ou Jakob E. Huber ou Jakob Huber-Müller (Schleitheim, Schaffhausen, 13 de outubro de 1867 - Belém, Brasil, 18 de fevereiro de 1914), foi um botânico suíço. Um dos sócio-fundados do Instituto Histórico e Geográfico do Pará em 1900.
Estudou Ciências naturais na Universidade de Basileia, onde em 1890 obteve o  título de professor de nível superior, doutorando-se em 1892. Até 1893 permaneceu em Montpellier aperfeiçoando seus estudos de botânica. 

Em 1894, quando participava de um seminário de botânica na Universidade de Genebra, foi convidado por Emílio Augusto Goeldi para viajar ao Brasil. Trabalhou no Museu de História Natural e de Etnografia de Belém do Pará, que havia sido fundado em 1866, e que a partir de 1902 passou a ser chamado de Museu Paraense Emílio Goeldi. Junto com Goeldi trabalhou com outros destacados cientistas como, por exemplo, o etnógrafo e botânico Adolpho Ducke.
As atividades de Jacques Huber não se limitaram apenas ao estudo da botânica, também se estenderam na área da economia e da indústria. Como especialista em borracha participou em 1911 de várias exposições nacionais e internacionais como, por exemplo, em Turim. Para dissertar sobre a borracha, também viajou em 1912 ao Ceilão e Malásia.
Sua esposa foi Sophie-Alvina Müller (nascida em 1875), filha de suíços radicados no Brasil.

## Obras
- Huber, J. 1900. Arboretum amazonicum: iconographia dos mais importantes vegetaes espontaneos e cultivados da região amazonica = iconographie des plantes spontanées et cultivé es les plus importantes de la région amazonienne /organisada pelo J. Huber. Museo Paraense Emílio Goeldi. Publicación Info: Pará: Museo Paraense de Historia Natural y Etnografía, 1900.
- Huber, J. 1910. Matas e Madeireiras Amazônicas. Bol. do Museu Paraense Emílio Goeldi, n. 6, p. 91-225. link.
- Huber, J. Contribuição á geografia pysica dos furos de Breves: e a parte occidental de Marajó link